# Neorrealismo (arquitectura)
El neorrealismo fue un movimiento arquitectónico surgido en Italia después de la Segunda Guerra Mundial, en paralelo a otras corrientes neorrealistas desarrolladas en el país en el campo de la literatura, la pintura y, especialmente, el cine. Este estilo fue una reacción contra el clasicismo academicista que había dominado la arquitectura italiana durante la dictadura fascista de Benito Mussolini, y entroncó con el racionalismo que se venía practicando en Europa desde los años 1920 —conocido también como Estilo internacional o Movimiento moderno—. Sus principales representantes fueron: Mario Ridolfi, Ludovico Quaroni, Carlo Aymonino y Giovanni Michelucci.

## Historia
La Italia de la segunda posguerra vivió un convulso ambiente político y social, tras la derrota en la contienda, la caída de la dictadura de Mussolini y la transición de la monarquía a la república. En el complejo ambiente de reconstrucción política, económica y social, la arquitectura se enfrentaba a numerosos retos, tanto los más inmediatos derivados de los daños bélicos en edificios e infraestructuras, como la búsqueda de un nuevo lenguaje constructivo alejado del clasicismo monumentalista auspiciado por la dictadura. Se volvió entonces la mirada hacia el racionalismo, un movimiento moderno que ya durante los años 1920 y 1930 había dado muestras de gran calidad con la obra de diversos colectivos como el Gruppo 7 y el M.I.A.R. Los arquitectos italianos de posguerra, procedentes en su mayor parte de la resistencia al fascismo y vinculados con la izquierda, asumieron un rol de liderazgo en la reconstrucción arquitectónica del país, con una especial preocupación por el urbanismo y la vivienda social.
En este ambiente, surgieron en el segundo lustro de los años 1940 y en los 1950 diversas corrientes estilísticas dentro de la arquitectura, vinculadas en buena medida a distintos ámbitos geográficos. El neorrealismo se desarrolló especialmente en Roma, inspirado en la nueva corriente cinematográfica homónima que se estaba desarrollando en los estudios Cinecittà de la mano de directores como Roberto Rossellini, Vittorio De Sica, Luchino Visconti y Federico Fellini, principalmente. De corte realista y popular, esta arquitectura estuvo representada fundamentalmente por Ludovico Quaroni y Mario Ridolfi, además de Carlo Aymonino, Michele Valori, Federico Gorio, Giovanni Michelucci y Mario Fiorentino. De forma coetánea, en la capital italiana surgió otra corriente definida como «posracionalista» y liderada por Bruno Zevi, que se agrupó en la asociación APAO (Associazione per l'Architettura Organica), mientras que en otras ciudades del norte de Italia como Milán, Génova y Turín se desarrolló el llamado estilo Neoliberty.
Una de las principales realizaciones del neorrealismo fue la construcción del nuevo barrio romano del Tiburtino (1950-1954), promovido por INA-Casa (Istituto Nazionale delle Assicurazioni), con un proyecto liderado por Mario Ridolfi y Ludovico Quaroni en el que participaron diversos arquitectos: Carlo Aymonino, Carlo Chiarini, Mario Fiorentino, Federico Gorio, Maurizio Lanza, Sergio Lenci, Piero Maria Lugli, Carlo Melograni, Giancarlo Menichetti, Giulio Rinaldi y Michele Valori.
Mario Ridolfi fue miembro del M.I.A.R. en sus inicios. Además de arquitecto, fue profesor en el Instituto Técnico de Roma, donde formó a toda una generación de arquitectos. En la posguerra su estilo evolucionó hacia una arquitectura más espontánea y de estilo rústico, de tradición artesanal y un elevado interés en la materia. Colaboró en el nuevo barrio del Tiburtino, así como en varios proyectos en Terni, especialmente un plan de ordenación del territorio (1955-1960), así como varias casas: Staderini y Franconi, 1959-1960; Lina alle Marmore, 1966-1967; De Bonis I, 1971-1974; De Bonis II, 1975-1977; Cresta alle Marmore, 1977-1983.
Ludovico Quaroni, iniciado en el monumentalismo fascista, se dedicó en la posguerra a programas de reconstrucción y de vivienda social, como en el barrio de Tiburtino. En 1951 coordinó el proyecto arquitectónico del barrio de La Martella en Matera, un claro ejemplo de neorrealismo por su simplicidad tecnológica y pobreza de materiales. En 1956 recibió el premio Olivetti por sus proyectos de reordenación de Ivrea (1952) y Roma (1954). Otras obras suyas fueron: la iglesia de Francavilla al Mare (1948-1959), la iglesia de la Sagrada Familia de Génova (1956) y la Caja de Ahorros de Rávena (1962-1968). Fue también profesor en la Universidad de Roma.
Carlo Aymonino fue igualmente arquitecto y docente (Instituto Universitario de Arquitectura de Venecia, Facultad de Arquitectura de Roma). Entre sus primeras obras se encuentran el barrio de Spine Bianche en Matera (1954-1957) y la sede de la Cámara de Comercio, Industria y Agricultura de Massa-Carrara (1956-1960). En los años 1960 fue miembro del grupo Tendenza, de corte neorracionalista.
Giovanni Michelucci fue un defensor de la arquitectura al servicio de la colectividad y de la participación de la sociedad en la creación de la «ciudad nueva». Entre sus obras destacan: la iglesia de Larderello (1957), la iglesia del barrio Belvedere en Pistoia (1961-1963) y la iglesia de San Juan Bautista en la Autopista del Sol cerca de Florencia (1964). Fue profesor en varias universidades italianas.